# Pasiphila erratica
Pasiphila erratica là một loài bướm đêm trong họ Geometridae.